# Coupe européenne des nations FIRA de rugby à XV 1966-1967
Navigation
Coupe européenne des nations FIRA 1965-1966 Coupe européenne des nations FIRA 1967-1968
La Coupe européenne des nations FIRA 1966-1967 est une compétition qui réunit les nations de la FIRA–AER qui ne participent pas au Tournoi des Cinq Nations, mais en présence des équipes de France B et du Maroc.

## Équipes participantes
| Division A - France A - Italie - Portugal - Roumanie | Division B - Espagne - Maroc - Pays-Bas - Tchécoslovaquie |

## Division A

### Classement
| Rang | Pays     | J | V | N | D | Pm  | Pe  | Diff | Pts |
| ---- | -------- | - | - | - | - | --- | --- | ---- | --- |
| 1    | France A | 3 | 3 | 0 | 0 | 125 | 30  | +95  | 6   |
| 2    | Roumanie | 3 | 2 | 0 | 1 | 73  | 18  | +55  | 4   |
| 3    | Italie   | 3 | 1 | 0 | 2 | 22  | 87  | -65  | 2   |
| 4    | Portugal | 3 | 0 | 0 | 3 | 23  | 108 | -85  | 0   |

|  | Vainqueur de la compétition (no 1). |
|  | Relégué en division B (no 4).       |

Attribution des points : victoire : 2, match nul : 1, défaite : 0.
Règles de classement : ?

### Matchs joués
| 27 novembre 1966 | Roumanie | 3 – 9 | France B | Bucarest |
| 27 novembre 1966 |          |       |          | Bucarest |
| 27 novembre 1966 |          |       |          | Bucarest |

| 26 mars 1967 | France B                                                        | 60 – 13 (34 - 3) | Italie                             | Toulon Arbitre : Morgan |
| 26 mars 1967 | Essai(s) : 11 Transformation(s) : 9 Pénalité(s) : 2 Drop(s) : 1 |                  | Essai(s) : 3 Transformation(s) : 2 | Toulon Arbitre : Morgan |
| 26 mars 1967 |                                                                 |                  |                                    | Toulon Arbitre : Morgan |

| 7 mai 1967 | Italie          | 6 – 3 (3 - 0) | Portugal        | Gênes Arbitre : Cuny |
| 7 mai 1967 | Pénalité(s) : 2 |               | Pénalité(s) : 1 | Gênes Arbitre : Cuny |
| 7 mai 1967 |                 |               |                 | Gênes Arbitre : Cuny |

| 14 mai 1967 | Portugal | 14 – 56 | France B | Lisbonne |
| 14 mai 1967 |          |         |          | Lisbonne |
| 14 mai 1967 |          |         |          | Lisbonne |

| 14 mai 1967 | Roumanie                                           | 24 – 3 (16 - 0) | Italie          | Bucarest Arbitre : Friedlein |
| 14 mai 1967 | Essai(s) : 5 Transformation(s) : 3 Pénalité(s) : 1 |                 | Pénalité(s) : 1 | Bucarest Arbitre : Friedlein |
| 14 mai 1967 |                                                    |                 |                 | Bucarest Arbitre : Friedlein |

| 28 mai 1967 | Portugal | 6 – 46 | Roumanie | Lisbonne |
| 28 mai 1967 |          |        |          | Lisbonne |
| 28 mai 1967 |          |        |          | Lisbonne |

## Division B

### Classement
| Rang | Pays            | J | V | N | D | Pm | Pe | Diff | Pts |
| ---- | --------------- | - | - | - | - | -- | -- | ---- | --- |
| 1    | Tchécoslovaquie | 3 | 3 | 0 | 0 | 31 | 13 | +18  | 6   |
| 2    | Espagne         | 3 | 2 | 0 | 1 | 25 | 14 | +11  | 4   |
| 3    | Maroc           | 2 | 0 | 0 | 2 | 0  | 9  | -9   | 0   |
| 4    | Pays-Bas        | 2 | 0 | 0 | 2 | 10 | 30 | -20  | 0   |

|  | Promu en division A (no 1). |

Attribution des points : victoire : 2, match nul : 1, défaite : 0.
Règles de classement : ?

### Matchs joués
Le match entre les Pays-Bas et le Maroc n'est pas disputé.
| 26 novembre 1966 | Tchécoslovaquie | 16 – 5 | Pays-Bas | Prague |
| 26 novembre 1966 |                 |        |          | Prague |
| 26 novembre 1966 |                 |        |          | Prague |

| 9 avril 1967 | Espagne | 3 – 0 | Maroc | Madrid |
| 9 avril 1967 |         |       |       | Madrid |
| 9 avril 1967 |         |       |       | Madrid |

| 23 avril 1967 | Pays-Bas | 5 – 14 | Espagne | Amsterdam |
| 23 avril 1967 |          |        |         | Amsterdam |
| 23 avril 1967 |          |        |         | Amsterdam |

| 30 avril 1967 | Maroc | 0 – 6 | Tchécoslovaquie | Casablanca |
| 30 avril 1967 |       |       |                 | Casablanca |
| 30 avril 1967 |       |       |                 | Casablanca |

| 5 mai 1967 | Espagne | 8 – 9 | Tchécoslovaquie | Casablanca |
| 5 mai 1967 |         |       |                 | Casablanca |
| 5 mai 1967 |         |       |                 | Casablanca |